# Banc de communion
Ne doit pas être confondu avec Clôture d'autel.

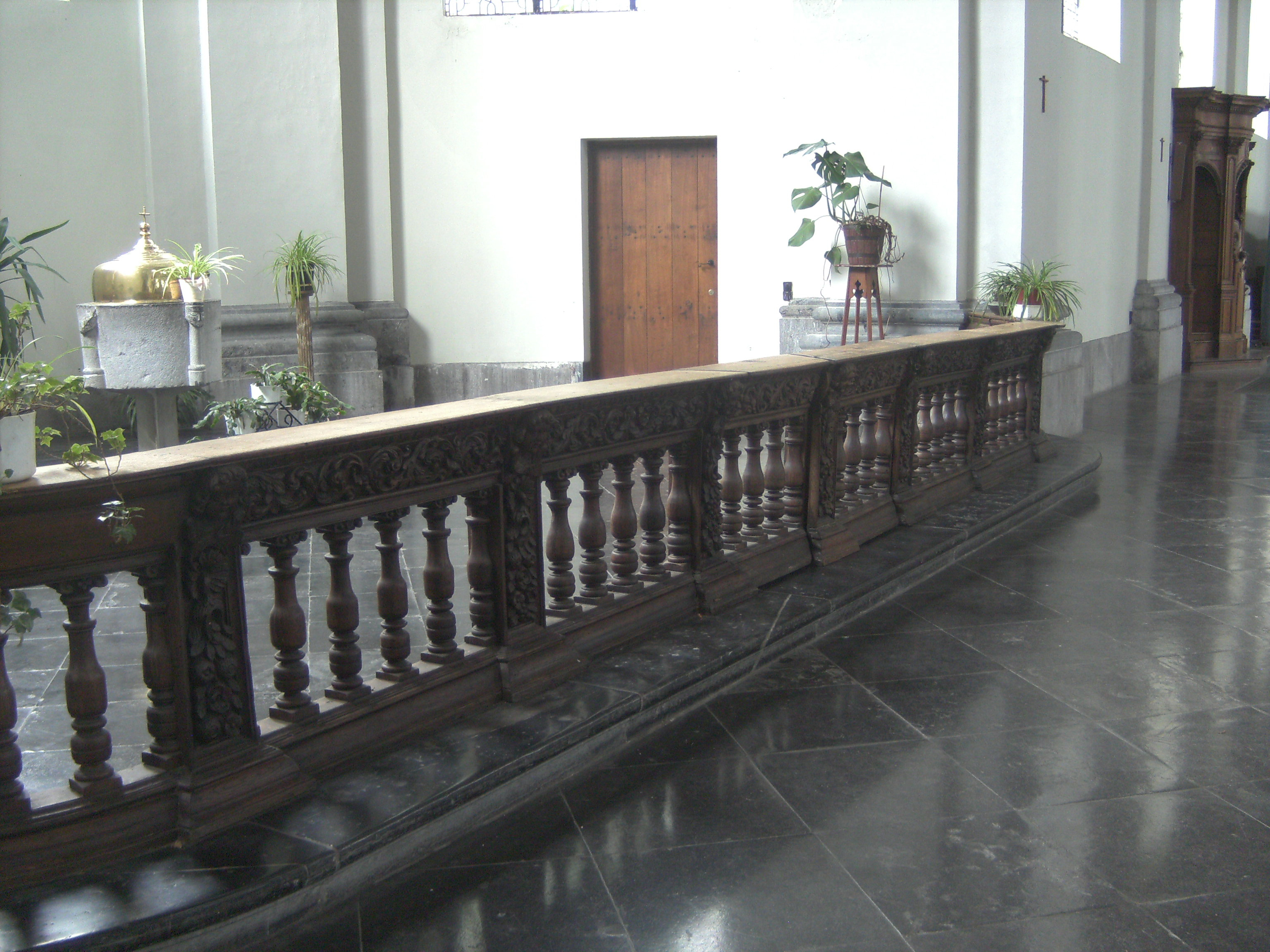
Le banc de communion de l'église Saint-Sulpice, à Jumet. Déplacé après la réforme liturgique.

Un banc de communion est un mobilier d’église séparant le sanctuaire de la nef. La reforme liturgique de Vatican II a conduit à sa disparition dans les églises catholiques qui ne sont pas monuments historiques.
Formant balustrade séparant le sanctuaire de la nef, il était souvent aménagé dans les églises catholiques comme supportant une tablette basse et longitudinale, avec nappe, permettant aux fidèles s’y agenouillant d’y recevoir le pain eucharistique à la fin de la messe, des mains du prêtre circulant de l’autre côté.  